# パラサイト・ラヴ
「パラサイト・ラヴ」は、西城秀樹の75枚目のシングル。1996年12月18日にRCAから発売された。

## 解説
- 前作「round'n'round」に続いて、ロック・ミュージカル『Rock To The Future』の楽曲からシングルとしてリリースされた。

## 収録曲
（全作曲：白石紗澄李／編曲：白石紗澄李、鈴木雅也）
1. パラサイト・ラヴ [4:19]
作詞：サンプラザ中野
2. CHINA ROSE [3:54]
作詞：白石紗澄李

## この頃のできごと
- 中国・大連で催された「国際ファッションショー前夜祭」にゲスト出演し、約4万人の前で歌唱した。その模様は中国全土およびアジア各国にテレビ放映された。